# Haplomyces
Haplomyces Thaxt. – rodzaj grzybów z rzędu owadorostowców (Laboulbeniales). Grzyby mikroskopijne, pasożyty stawonogów, głównie owadów (grzyby entomopatogeniczne).

## Systematyka
Pozycja w klasyfikacji według Index Fungorum: Haplomyces, Laboulbeniaceae, Laboulbeniales, Laboulbeniomycetidae, Laboulbeniomycetes, Pezizomycotina, Ascomycota, Fungi.
Takson ten w 1693 r. utworzył Roland Thaxter.

## Gatunki
Index Fungorum w 2020 r. wymienił 3 gatunki tego rodzaju. W Polsce ich występowanie jest jeszcze słabo zbadane. Tomasz Majewski, jedyny polski mykolog zajmujący się nimi na szerszą skalę, do 2003 r. wymienił jeden gatunek występujący w Polsce – Haplomyces texanus.
- Haplomyces californicus Thaxt. 1893
- Haplomyces texanus Thaxt. 1893
- Haplomyces virginianus Thaxt. 1893